# Partido Socialista (Valonia)
El Partido Socialista (PS) (en francés:Parti Socialiste) es un partido político belga. El movimiento socialista domina la escena política belga desde mediados del siglo XX. El Partido Socialista nació de la escisión en 1978 del Partido Socialista Belga, en un ala flamenca, el Socialistische Partij (SP), y un ala francófona. El partido es hoy el primer partido francófono de Bélgica. Nació de las cenizas del Partido Obrero Belga.

## Fundamentos ideológicos y filosóficos

### El socialismo democrático
El socialismo democrático tiene como objetivo la formación de una sociedad basada en los ideales democráticos, y la igualdad de todos los ciudadanos.
Cada individuo debe poder ser libre en su desarrollo, en sus opciones, en sus decisiones, como también debe imperativamente pesar en todos los niveles de la sociedad donde vive. La libertad implica dos aspectos: el de no ser oprimido, y el de poder involucrarse y participar en las decisiones que tienen que ver con la colectividad. La libertad de los ciudadanos supone su igualdad. La igualdad implica que cada persona pueda, justamente, implicarse en las decisiones de la sociedad, y decidir sobre su propia vida, dejando de lado las condiciones sociales y familiares donde vive. La igualdad supone el derecho de tomar una decisión, y de seguir trayectorias diferentes, sin que esas diferencias lleven a una subordinación en la vida cotidiana y en la sociedad.
La libertad y la igualdad están unidas a los derechos de los individuos y a las soluciones colectivas de realización de objetivos conformes al interés general. El Hombre es un ser social que se desarrolla y se abre al contacto de otra persona, y faldones enteros de lo que determina el bienestar individual pueden ser creados solo en el marco de una acción común. Ese interés común supone la solidaridad, el sentimiento comunitario, que viene de la toma de consciencia de nuestra independencia.
La sociedad que buscan los socialistas es una sociedad basada en la acción común, en el respeto y cuidado de los otros. Todo ciudadano debe tener los mismos derechos y las mismas posibilidades de contribuir a las soluciones; todo ciudadano tiene el mismo deber de asumir la responsabilidad de eso. La solidaridad no excluye el desarrollo individual, pero es profundamente incompatible con el egoísmo que permite la explotación de los otros en el nombre de un interés personal.
Para los socialistas, todo poder debe fundarse sobre la comunidad de personas que constituyen la sociedad. Los intereses económicos no deben imponer límites a la democracia. La democracia tiene siempre el derecho de trazar el cuadro económico, y limitar al mercado. Los socialistas deben crear una organización social donde los ciudadanos e individuos puedan pesar en las decisiones colectivas. Cada ciudadano, como asalariado o consumidor, debe poder ejercer una influencia sobre la creación y la repartición de la producción, la organización y las condiciones de trabajo. Esos valores democráticos deben regir todos los niveles de la sociedad para que esta esté organizada sin dominación, o sumisión, sin diferencias de clase, sin prejuicios o discriminaciones.
El socialismo democrático también integró la problemática del medio ambiente, y del desarrollo sustentable, como también las problemáticas de la lucha de las mujeres por sus derechos.

## Organización

### Estructura internacional
El Partido Socialista es miembro pleno de la Internacional Socialista (IS), que es la organización mundial de los partidos socialistas, socialdemócratas y laboristas. Actualmente cuenta con 139 partidos y organizaciones políticas de todos los continentes.
A nivel europeo, el Partido Socialista, así como todos sus militantes, están adheridos al Partido Socialista Europeo. Dispone de un grupo en el Parlamento Europeo.

### Organizaciones asociadas
El Partido Socialista trabaja cotidianamente con organizaciones que tiene objetivos comunes a los suyos. Pueden estar ligados con el Partido Socialista, o simplemente asociadas.
- El Movimiento de los Jóvenes Socialistas es una estructura autónoma que reúne a los jóvenes que desean adherirse, de 15 a 30 años.
- El Instituto Emile Vandervelde constituye hoy en día un equipo de jóvenes comprometidos, cuya misión consiste a jugar un rol de interfaz con los grupos parlamentarios socialistas en las diferentes asambleas.

## Elecciones generales de 2010
En las elecciones generales de Bélgica de 2010 obtuvo 894.543 votos, siendo el partido más votado en la zona valona y el segundo más votado en todo el país, incrementando su porcentaje respecto a las elecciones de 2007 en un 13.71% y 26 escaños en la Cámara de Representantes; y 880.828 votos en las elecciones al Senado, 202.016 más que en 2007 y 7 escaños, 3 más que en 2007.

## Resultados electorales

### Elecciones federales
| Año  | Votos        | %     | Resultado | +/- | Gobierno              |
| ---- | ------------ | ----- | --------- | --- | --------------------- |
| 1978 | 689.876 (#2) | 12,46 | 31/150    | 3   | Coalición             |
| 1981 | 733.137 (#4) | 12,17 | 35/212    | 4   | Oposición             |
| 1985 | 834.488 (#3) | 13,76 | 35/212    |     | Oposición             |
| 1987 | 961.361 (#2) | 15,6  | 40/212    | 5   | Coalición             |
| 1991 | 831.199 (#2) | 13,5  | 35/212    | 5   | Coalición             |
| 1995 | 720.819 (#4) | 11,9  | 21/150    | 14  | Coalición             |
| 1999 | 631.653 (#3) | 10,16 | 19/150    | 2   | Coalición             |
| 2003 | 855.992 (#4) | 13,02 | 25/150    | 6   | Coalición             |
| 2007 | 724.787 (#5) | 10,86 | 20/150    | 5   | Coalición             |
| 2010 | 894.543 (#2) | 13,70 | 26/150    | 6   | Coalición             |
| 2014 | 787.165 (#2) | 11,67 | 23/150    | 3   | Oposición             |
| 2019 | 641.623 (#3) | 9,46  | 20/150    | 3   | Apoyo (2019-2020)     |
| 2019 | 641.623 (#3) | 9,46  | 20/150    | 3   | Coalición (2020-2024) |
| 2024 | 561.602 (#6) | 8,04  | 16/150    | 4   | Oposición             |

### Elecciones al Parlamento Valón
| Año  | Votos        | %     | Resultado | +/- | Gobierno              |
| ---- | ------------ | ----- | --------- | --- | --------------------- |
| 1995 | 665.986 (#1) | 35,22 | 30/75     |     | Coalición             |
| 1999 | 560.867 (#1) | 29,44 | 25/75     | 5   | Coalición             |
| 2004 | 727.781 (#1) | 36,91 | 34/75     | 9   | Coalición             |
| 2009 | 657.803 (#1) | 32,77 | 29/75     | 5   | Coalición             |
| 2014 | 632.691 (#1) | 30,90 | 30/75     | 1   | Coalición (2014-2017) |
| 2014 | 632.691 (#1) | 30,90 | 30/75     | 1   | Oposición (2017-2019) |
| 2019 | 532.422 (#1) | 26,17 | 23/75     | 7   | Coalición             |
| 2024 | 480.003 (#2) | 23,20 | 19/75     | 4   | Oposición             |

### Elecciones al Parlamento de Bruselas-Capital
| Año  | Votos        | %     | Resultado | +/-         | Gobierno  |
| ---- | ------------ | ----- | --------- | ----------- | --------- |
| 1989 | 96.189 (#1)  | 21,95 | 18/75     |             | Coalición |
| 1995 | 88.370 (#2)  | 21,40 | 17/75     | 1           | Coalición |
| 1999 | 68.307 (#3)  | 15,21 | 13/75     | 4           | Coalición |
| 2004 | 130.462 (#1) | 28,75 | 26/89     | 13          | Coalición |
| 2009 | 107.303 (#2) | 22,13 | 21/89     | 5           | Coalición |
| 2014 | 108.763 (#1) | 23,50 | 21/89     | Sin cambios | Coalición |
| 2019 | 85.530 (#1)  | 18,66 | 17/89     | 4           | Coalición |
| 2024 | 85.929 (#2)  | 18,28 | 16/89     | 1           | ¿?        |